# Herniker

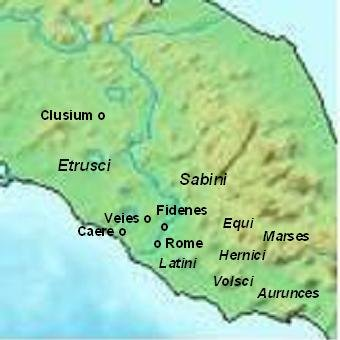
Herniker och andra folk i centrala Italien.

Hernikerna var ett italiskt folkslag. Hernikerna talade latin, även om vissa ord förmodligen var dialektala. Deras område låg i Latium, mellan folkgrupperna volsker i söder och aequier och marser i norr. 
Det finns indikationer på att hernikerna är bland de stammar som varit längst i området. Under den romerske kungen Tullus Hostilius (672 f.Kr.) var hernikerna allierade med romare och tuscolani i striden mot Veii. I mitten av femhundratalet f.Kr. bildade de herniska städerna Anagni, Aletrium, Ferentinum och Verulae en allians som kallades herniska förbundet för att försvara sig mot samniter och volsker som bredde ut sig. Hernikerna var även involverade i turerna kring avsättningen av Roms sista kung, Tarquinius Superbus, år 509 f. Kr. 
Trots närheten till Rom lyckades man länge behålla sin autonomi. År 484 f.Kr. hade heurnekerna så pass mycket autonomi att de kunde sluta ett Foedus Cassianum-avtal med Rom. År 362 f.Kr. ökade heurnikerna distansen till Rom. År 306 f.Kr. tog Rom heurnikernas viktigaste stad (Anagni). Andra viktiga städer, Aletrium, Verulae och Ferentinum, tvingades acceptera en kompromiss för att få bli romerska medborgare. År 225 f.Kr. har heurnekerna förmodligen romaniserats eller åtminstone fått fullständigt romerskt medborgarskap. Heurnikerna lever kvar bland annat i ortnamnet Monti Ernici.